# Ти, който си на небето
„Ти, който си на небето“ е български игрален филм (драма) от 1989 година на режисьора Дочо Боджаков, по сценарий на Виктор Пасков. Оператор е Иван Варимезов. Създаден е по повестта „Балада за Георг Хених“ на Виктор Пасков. Музиката във филма е композирана от Божидар Петков. Художник на постановката е Костадин Русаков.

## Сюжет
София през 50-те години на ХХ век. Самотен и забравен от всички, в приземния етаж на стара къща преживява последните си дни старият чешки майстор Георг Хених – основател на българската лютиерска школа. Тук той среща своя последен ученик – малкия цигулар Виктор. Пред очите на надареното и чувствително дете Хених открива приказния свят на музиката, нежността и добротата, независимо от страшната нищета на материалния свят, който ги заобикаля. Ненатрапчиво, но убедително той внушава на малкия Виктор, че човек може да бъде физически унищожен, но духовно не може да бъде пречупен. Това помага на момчето да започне да разграничава доброто от злото и да продължи да живее.

## Актьорски състав
- Йозеф Кронер – Георг Хених
- Боян Ковачев – Виктор
- Любен Чаталов – Бащата на Виктор
- Лили Върбанова – Майката на Виктор
- Пламен Сираков – Франта, ученик на Хених
- Румен Трайков – Съсед на Виктор
- Андраш Кончалиев – Съсед на Виктор
- Калин Арсов – Съсед на Хених, железничар
- Христо Домусчиев
- Пенка Цицелкова
- Албена Колева
- Васко Жеков – Лекарят, др. Берберян
- Ева-Мария Радичкова
- Милена Гераскова
- Никола Боджаков
- Станислав Стоев
- Ани Каменова
- Ружа Нейчева
- Дима Шишкова
- Димитър Милев
- Симеон Алексиев
- Николай Пашов